# Oyster Peak
Oyster Peak är en bergstopp i Kanada.   Den ligger i provinsen Alberta, i den centrala delen av landet, 3 000 km väster om huvudstaden Ottawa. Toppen på Oyster Peak är 2 777 meter över havet, eller 365 meter över den omgivande terrängen. Bredden vid basen är 2,7 km.
Terrängen runt Oyster Peak är kuperad söderut, men norrut är den bergig.Trakten runt Oyster Peak är nära nog obefolkad, med mindre än två invånare per kvadratkilometer.. Närmaste större samhälle är Lake Louise, 15,0 km sydväst om Oyster Peak. 
Trakten runt Oyster Peak består i huvudsak av gräsmarker.